# Зарізька загальноосвітня школа І-ІІІ ступенів ім. М. Т. Симонова (Номиса)
Зарізька ЗОШ І—ІІІ ступенів ім. М. Т. Симонова (Номиса) — загальноосвітня школа, розташована у с. Заріг (Оржицький район Полтавської області). Має ім’я Матвія Терентійовича Симонова (Номиса) (1823—1900) — відомого українського етнографа, письменника, педагога та доброчинця.

## Загальні дані
Сьогодні в школі навчається  близько 90 учнів. Одним із провідних напрямів діяльності педколективу є створення умов для розвитку мистецьких нахилів і здібностей школярів. Упізнавані в районі такі шкільні колективи, як дитячий танцювальний ансамбль “Четвертий крок” (керівник Л.К. Проценко), вокальний ансамбль «Нотка». Учні закладу є учасниками зразкового дитячого духового оркестру сільського СБК – неодноразового переможця  обласних конкурсів та марш-парадів (керівник І.П. Слинько).
У школі успішно працює пошуковий загін «Любисток» (керівник О.І. Іщенко). Звіти про роботу загону неодноразово визнавалися кращими в районних і обласних краєзнавчих та природоохоронних акціях та конкурсах.
У  закладі виходить загальношкільна газета «ЗОШ-прес», на сторінках якої щомісяця знаходять місце шкільні новини і цікаві та пізнавальні матеріали.
Старшокласники закладу беруть активну участь у “Школі волонтерів” при Оржицькому РЦСССДМ. 

## З історії шкільництва і школи в Зарозі

### Земська школа в Зарозі
Перша згадка про земську школу в с. Заріг датується 1896 роком. Попечителем був  Іван Олексійович Симоненко, старшина Оржицької волості. Вчителем була Олена Олексіївна Софронська, законовчителем Віталій Дараган. Заклад відвідувало 70 хлопчиків та  6 дівчаток.
Відомості про функціонування школи у 20—40 роки минулого століття втрачені.

### Сучасна Зарізька школа
Зарізька загальноосвітня школа як загальноосвітній середній навчальний заклад почала функціонувати у 1990 році. Роком раніше було завершено будівництво нового приміщення школи на 306 учнів. Ошатна і простора будівля школи забезпечує всі умови для різноманітної діяльності учнів і є справжньою окрасою центру села.
Школа нараховує 11 класів, у яких щороку навчається близько 90 учнів. Кабінети закладу обладнано у відповідності до сучасних вимог. У розпорядженні учнів кабінет інформатики з доступом до мережі Інтернет, кабінет інформаційно-комунікаційних технологій із мультимедійним комплексом, бібліотека з читальним залом, хореографічна студія, просторий спортивний зал, актовий зал на 128 місць із кабінетом музики, столярна і слюсарна майстерні, затишна їдальня. Початкова ланка школи розміщується в окремому блоці школи.  Із 2003 року у приміщенні школи працює сільський дошкільний навчальний заклад.
У школі запроваджено поглиблене вивчення української мови у 8—11 класах.
Сучасна школа — це перш за все ґрунтовні знання. І лише сильне педагогічне оточення дає хороший результат. Колектив досвідчених і кваліфікованих педагогів успішно виконує завдання із забезпечення базових стандартів освіти. Педагоги закладу – справжні майстри вчительської справи, які щиро люблять свою роботу і сповна їй віддаються. Вчителі у навчально-виховному процесі застосовують елементи інноваційних педагогічних технологій: укрупненого структурування, інтегрованого, диференційованого, інтерактивного навчання, символістсько-асоціативного сприйняття. 
Пріоритетним напрямом діяльності педколективу є створення умов для вільного та  гармонійного розвитку і самоствердження школярів. Звідси місією закладу є формування особистості, орієнтованої на досягнення життєвого успіху. 
Колектив школи — учасник обласної програми інноваційних навчальних закладів, які залучені до експериментально-пошукової діяльності зі створення моделей «Школа майбутнього». У закладі розроблені і успішно втілюються в життя ряд комплексно-цільових проектів розвитку школи та формування особливого освітнього середовища.
Одним із провідних напрямів діяльності педколективу є створення умов для розвитку мистецьких нахилів і здібностей школярів. Упізнавані в районі такі шкільні колективи, як дитячий танцювальний ансамбль «Четвертий крок» (керівник Л.К. Проценко), вокальний ансамбль «Нотка». Учні закладу є учасниками зразкового дитячого духового оркестру сільського СБК – неодноразового переможця  обласних конкурсів та марш-парадів (керівник І.П. Слинько). 
У школі успішно працює пошуковий загін «Любисток» (керівник О.І. Іщенко). Звіти про роботу загону неодноразово визнавалися кращими в районних і обласних краєзнавчих та природоохоронних акціях та конкурсах.
У  закладі виходить загальношкільна газета «ЗОШ-прес», на сторінках якої щомісяця знаходять місце шкільні новини і цікаві та пізнавальні матеріали.
Старшокласники закладу беруть активну участь у «Школі волонтерів» при Оржицькому РЦСССДМ. 
У 2010 році школі присвоєно ім’я Матвія Терентійовича Симонова (Номиса) (1823—1901 рр.) — відомого українського етнографа, письменника, педагога і доброчинця.